# Бидзодзеро, Джулио

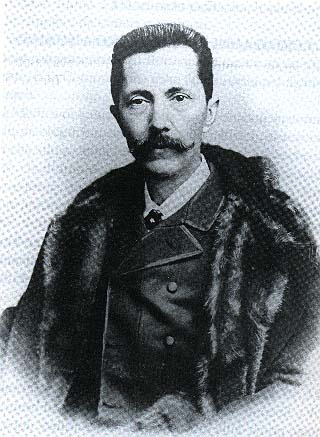
Джулио Бидзодзеро

Джу́лио Бидзо́дзеро (итал. Giulio Bizzozero; 20 марта 1846, Варесе — 8 апреля 1901, Турин) — итальянский доктор и исследователь медицины. Он известен как первооткрыватель бактерии Helicobacter pylori, которая отвечает за большинство видов язвы желудка (хотя он не сделал детального описания бактерии, а факт вызывания ей болезни не был окончательно доказан до 1990-х годов). Он был одним из первых защитников гистографии и использования микроскопии в медицинских исследованиях. Он также является открывателем функции тромбоцитов в свёртывании крови.
Джулио Бидзодзеро учился на медицинском факультете Университета Павии, получив высшее образование в 1866 году в возрасте 20 лет. В 1867 году он был избран профессором общей патологии и гистологии в Университете Павии. В возрасте 27 лет он переехал в Университет Турина, где основал Институт общей патологии. В этом институте учились многие известные итальянские исследователи, включая Камилло Гольджи. В Турине он также работал над улучшением гигиены и качества питьевой воды. Он умер в апреле 1901 года от пневмонии.